# Société internationale de télécommunication aéronautique
Pour les articles homonymes, voir Sita.
La Société internationale de télécommunication aéronautique (SITA) est une organisation internationale créée en 1949 qui fournit des services de communications et des services informatiques à l'industrie aéronautique.
SITA fournit ses services à environ 2 800 clients, représentant environ 90 % des activités aériennes mondiales, répartis dans 200 pays et territoires et dans 1 000 aéroports. La société emploie 4 700 personnes dans le monde, de 140 nationalités différentes et parlant 60 langues.

## Historique

### Création de SITA
À la fin de l'année 1947, l'Organisation de l'aviation civile internationale (OACI) organise à Nice une réunion pour débattre de la coordination des télécommunications entre compagnies aériennes. La compagnie KLM propose la création d'un réseau de télécommunications, sous la tutelle de l'OACI, qui serait exclusivement réservé aux compagnies aériennes. Dans un premier temps, cette proposition est rejetée notamment par Air France qui considère que ce n'est pas le rôle de l'OACI de gérer une telle structure. À la suite du rejet de son projet, Albert Plesman, le président et fondateur de KLM, rencontre Henri Ziegler, directeur général d'Air France à cette époque. Ils conviennent que la gestion d'un réseau commun devrait être réalisée par une société indépendante dont les compagnies aériennes seraient à la fois actionnaires et utilisatrices exclusives. Ils confient à Georges Monniot la mission de convaincre d'autres compagnies aériennes de se joindre au projet, de définir la structure, le fonctionnement, et les exigences techniques et administratives pour la création du nouvel organisme commun. En 1948, Bernard Barberon est nommé directeur général, puis en décembre, Georges Monniot présente ses propositions de création de l'organisme commun sous forme d'une association. Ces propositions sont approuvées par Henri Zeigler le 7 janvier 1949. Les statuts de l'association, rédigés par Georges Monniot, sont ensuite présentés et approuvés par les actionnaires potentiels lors d’une assemblée qui s'est tenue à Bruxelles le 23 février 1949. C'est à cette date qu'est créée la Société internationale de télécommunication aéronautique.

Logo des onze compagnies fondatrices.

SITA est créée sous forme d'une coopérative par onze compagnies aériennes :
- AB Aerotransport (en) ;
- Air France ;
- British European Airways (BEA) ;
- British Overseas Airways Corporation (BOAC) ;
- British South American Airways (en) (BSAA) ;
- Det Norske Luftfartselskap (Norwegian Air Lines (en)) ;
- Det Danske Luftfartselskap (Danish Air Lines (en)) ;
- KLM Royal Dutch Airlines (KLM) ;
- Sabena ;
- Swissair ;
- Trans World Airlines (TWA).

Le premier but de SITA était de mettre en commun les équipements de télécommunication existants des compagnies aériennes de sorte que tous les membres puissent bénéficier d’une infrastructure partagée. SITA devait servir de centre d’échange pour les services rendus réciproquement par les membres, chacun demeurant responsable de la maintenance et du fonctionnement de son propre système de communication. Puis, il devint évident que SITA devait aussi assumer l’exploitation des centres et des circuits de télécommunication partagés. En 1950, le premier centre de télécommunication de SITA ouvre à Rome. Dans le même temps, SITA reprend la gestion opérationnelle des installations de communication de ses membres à Paris, Nice et Francfort et loue son premier circuit international entre Rome et Paris, via Nice. Le réseau de SITA prend ainsi forme.
Une des premières tâches de SITA fut de fournir des communications directes entre les aéroports européens principaux, faisant de SITA un pionnier dans les télécommunications internationales. Les services de communication étaient initialement seulement accessibles aux membres de IATA.

### Développement et création de filiales

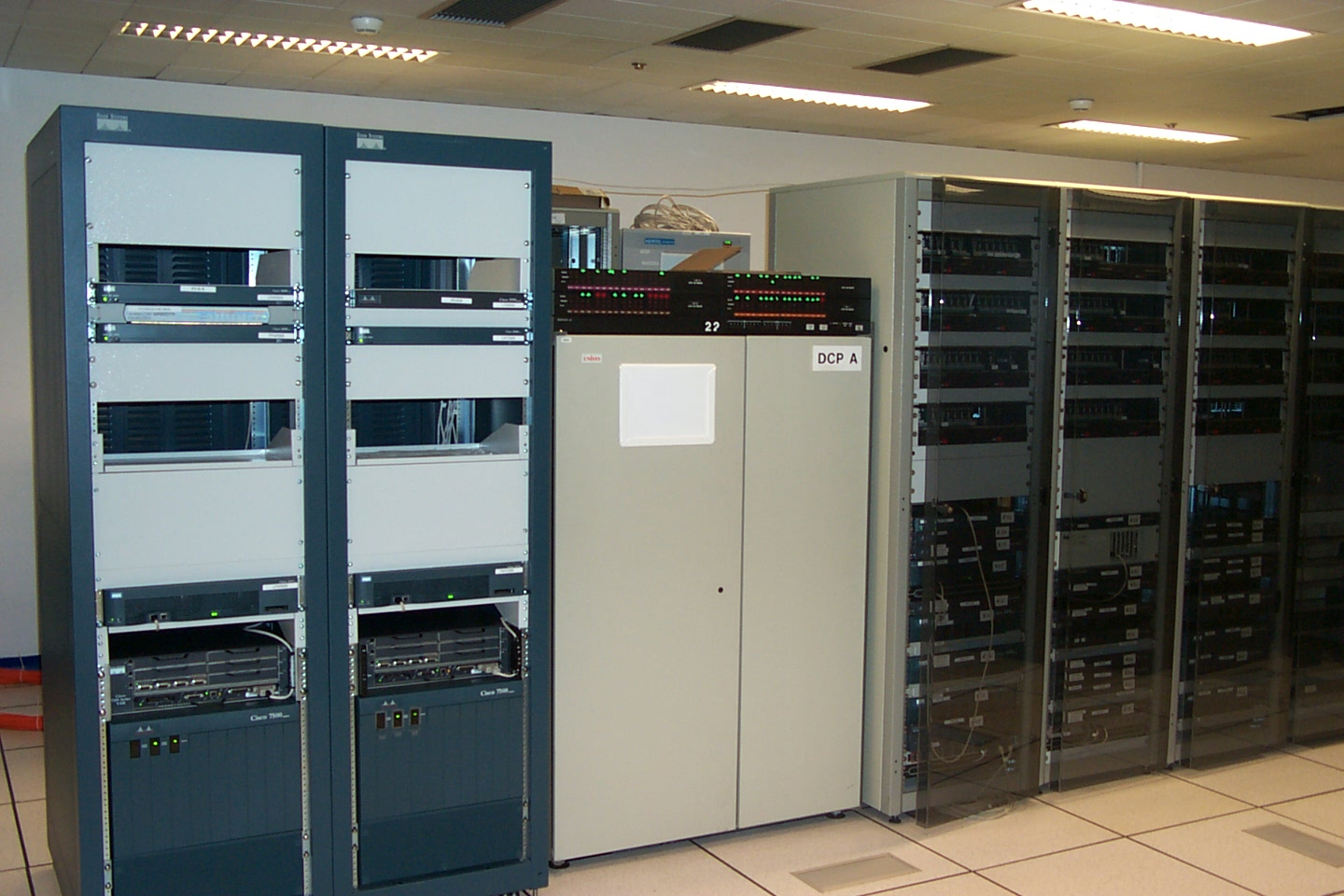
Baies télécom du laboratoire clients SITA-Equant en 2001 (routeurs Cisco et DCP 40 d'Unisys).

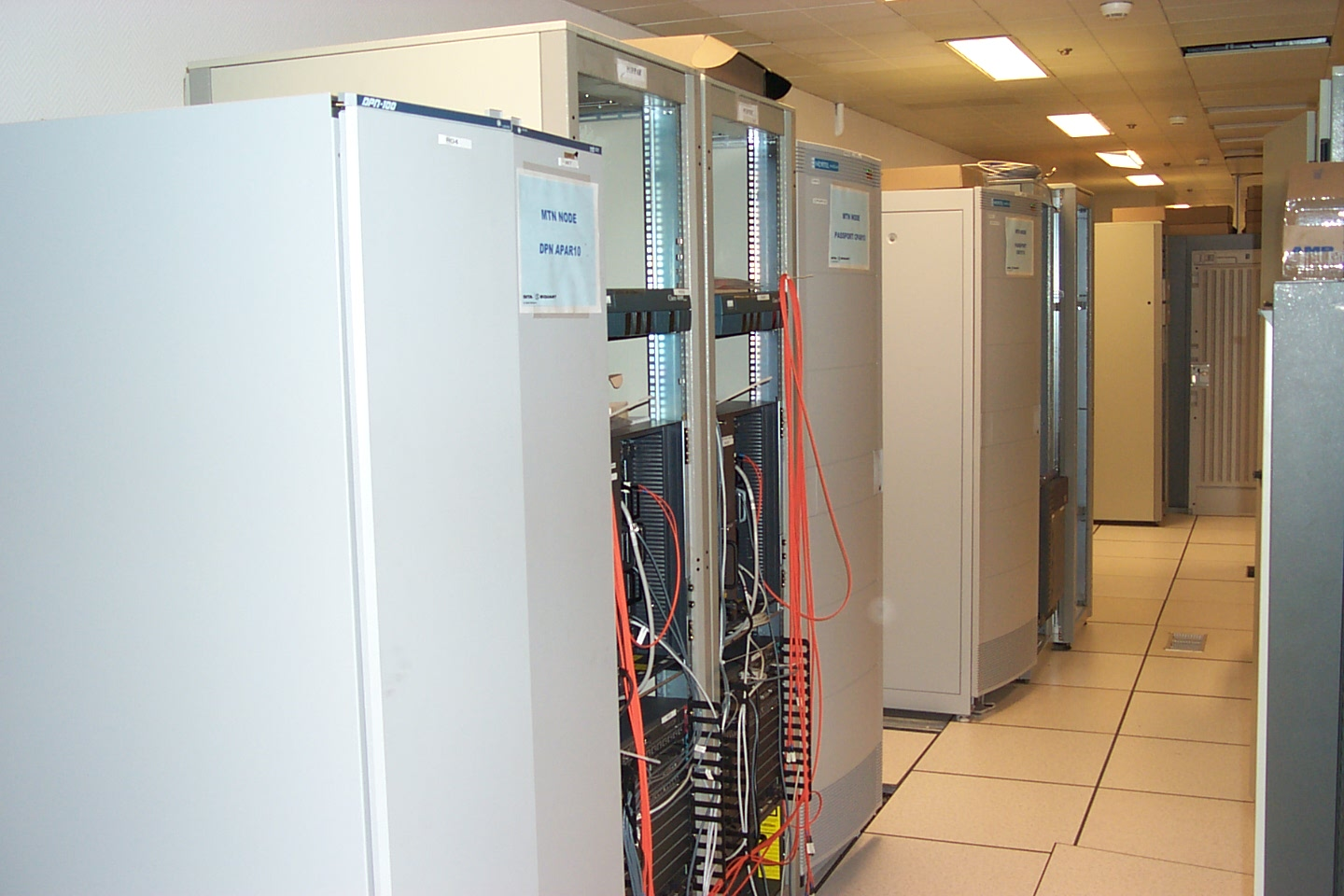
Baies télécom du laboratoire clients SITA-Equant en 2001 (commutateurs Nortel).

SITA met en place en 1969 le premier réseau mondial de télécommunication destiné au trafic professionnel permettant la gestion du trafic de données en temps réel via un réseau à commutation de paquets construit à base de lignes louées.
En 1991, SITA crée une filiale, nommée Scitor, pour permettre la commercialisation de ses services de télécommunication aux entreprises extérieures au transport aérien.
La même année, SITA met en service son nouveau réseau international, nommé Mega Transport Network (MTN), sur lequel seront proposés des services et des protocoles de communication normalisés tels que : X.25, X.28/X.29 (en), Frame-Relay, IP (réseau AeroNet en 1995) et ATM (en 1996). En 1995, le réseau MTN comportait 900 nœuds de raccordement répartis dans 156 pays.
En 1995, SITA crée une join-venture nommée SITA Telecommunications Holdings (STH), dont la banque Morgan Stanley acquiert 30 % du capital. Scitor est transférée à STH avec deux autres filiales de SITA : ITS (International Telecommunication Services), créée en 1972 pour fournir des solutions de services et de maintenance aux membres de SITA, et Novus, une société de développement de logiciels spécialisée dans le traitement transactionnel, acquise en 1993,.
En 1997, Scitor prend le nom d'Equant et la join-Venture STH est appelée SITA-EQUANT. Le réseau principal de SITA est transféré à SITA-Equant, et est géré conjointement par SITA et par Equant pour le besoin de leurs clients respectifs.

### Cession du réseau de SITA à Orange
Jusqu'en 2000, SITA possédait le plus vaste réseau de télécommunications international qui couvrait 200 pays et territoires. Ce réseau, géré par SITA-Equant, est revendu à France Télécom en novembre 2000 lors du rachat de la holding Equant, détenue à 35 % par SITA. L'opérateur français fusionne le réseau SITA-Equant avec celui de sa propre filiale internationale Global One,. SITA se consacre alors exclusivement à la fourniture de services à l'industrie aéronautique et met en place un partenariat avec France Télécom (devenue Orange en 2013) pour l'utilisation de son ancien réseau de télécommunication.

## Produits et services
En 2019, SITA sert 400 membres et 2 800 clients, dans 200 pays, issus de la communauté du transport aérien dont des compagnies aériennes, la plupart des centres de réservations de voyages, 1 000 aéroports, le fret aérien, la gestion du trafic aérien avec 95 % de toutes les destinations internationales et des organisations gouvernementales partout dans le monde,,,.